# بش رباط
بش رباط هي مدينة ومركز مقاطعة نوبهار في ولاية نواوي في أوزبكستان.